# Диел, Джон Макьюэн
Джон Макью́эн Ди́ел (англ. John McEwan Dalziel; 1872—1948) — шотландский ботаник.

## Биография
Джон Макьюэн Диел родился 16 мая 1872 года в городе Нагпур в Индии. Учился в Эдинбургском университете, в 1895 году окончил его со степенью бакалавра медицины. В том же году отправился в Китай в качестве врача-миссионера, в 1902 году вернулся в Шотландию.
С 1905 года Диел работал в Западноафриканской медицинской службе. Он путешествовал по Золотому берегу, Нигерии, Французской Гвинее, Гамбии, Либерии, Сьерра-Леоне.
В 1922 году Джон Диел приехал в Лондон. Со следующего года он работал в Королевских ботанических садах Кью. В 1925—1927 принимал участие в экспедиции Эллисон Армор по Юкатану.
В 1927—1936 вышла книга Flora of West Tropical Africa, редакторами которой были Диел, Джон Хатчинсон и Артур Олстон.
21 февраля 1948 года Джон Диел скончался.

## Некоторые научные работы
- Dalziel, J.M. A Hausa botanical vocabulary. — London, 1916. — 119 p.
- Hutchinson, J.; Dalziel, J.M. Flora of west tropical Africa. — London, 1927—1936.
- Dalziel, J.M.; Hutchinson, J. The useful plants of west tropical Africa. — London, 1937. — 612 p.

## Роды и некоторые виды растений, названные в честь Дж. М. Диела
- Dalzielia Turrill, 1916
- Acanthopale dalzielii W.W.Sm., 1920 [≡ Strobilanthes dalzielii (W.W.Sm.) Benoist, 1935]
- Anchomanes dalzielii N.E.Br., 1913
- Anthericum dalzielii Hutch. ex Hepper, 1968 [≡ Chlorophytum dalzielii (Hutch. ex Hepper) Nordal, 1993]
- Boswellia dalzielii Hutch., 1910
- Caralluma dalzielii N.E.Br., 1912
- Chirita dalzielii W.W.Sm., 1918 [≡ Opithandra dalzielii (W.W.Sm.) B.L.Burtt, 1958
- Commiphora dalzielii Hutch., 1928
- Dalbergia dalzielii Baker f. ex Hutch. & Dalziel, 1928
- Habenaria dalzielii Summerh., 1932
- Homalium dalzielii Hutch., 1927
- Isopyrum dalzielii J.R.Drumm. & Hutch., 1920 [≡ Dichocarpum dalzielii (J.R.Drumm. & Hutch.) W.T.Wang & P.K.Hsiao, 1964]
- Parthenocissus dalzielii Gagnep., 1911
- Polystachya dalzielii Summerh., 1927
- Popowia dalzielii Hutch., 1927
- Sapium dalzielii Hutch., 1917 [≡ Microstachys dalzielii (Hutch.) Esser, 1999
- Sesbania dalzielii E.Phillips & Hutch., 1921
- Sphenoclea dalzielii N.E.Br., 1912
- Striga dalzielii Hutch., 1931
- Viburnum dalzielii W.W.Sm., 1916